# Петрус Бест
Петрус Вільгельмус Бест (нід. Petrus Wilhelmus Best; 19 січня 1881 — 13 березня 1960) — нідерландський генерал, був одним із засновників військової авіації в Нідерландах, командував протиповітряною обороною під час нападу Німеччини на Нідерланди у 1940 році.

## Біографія

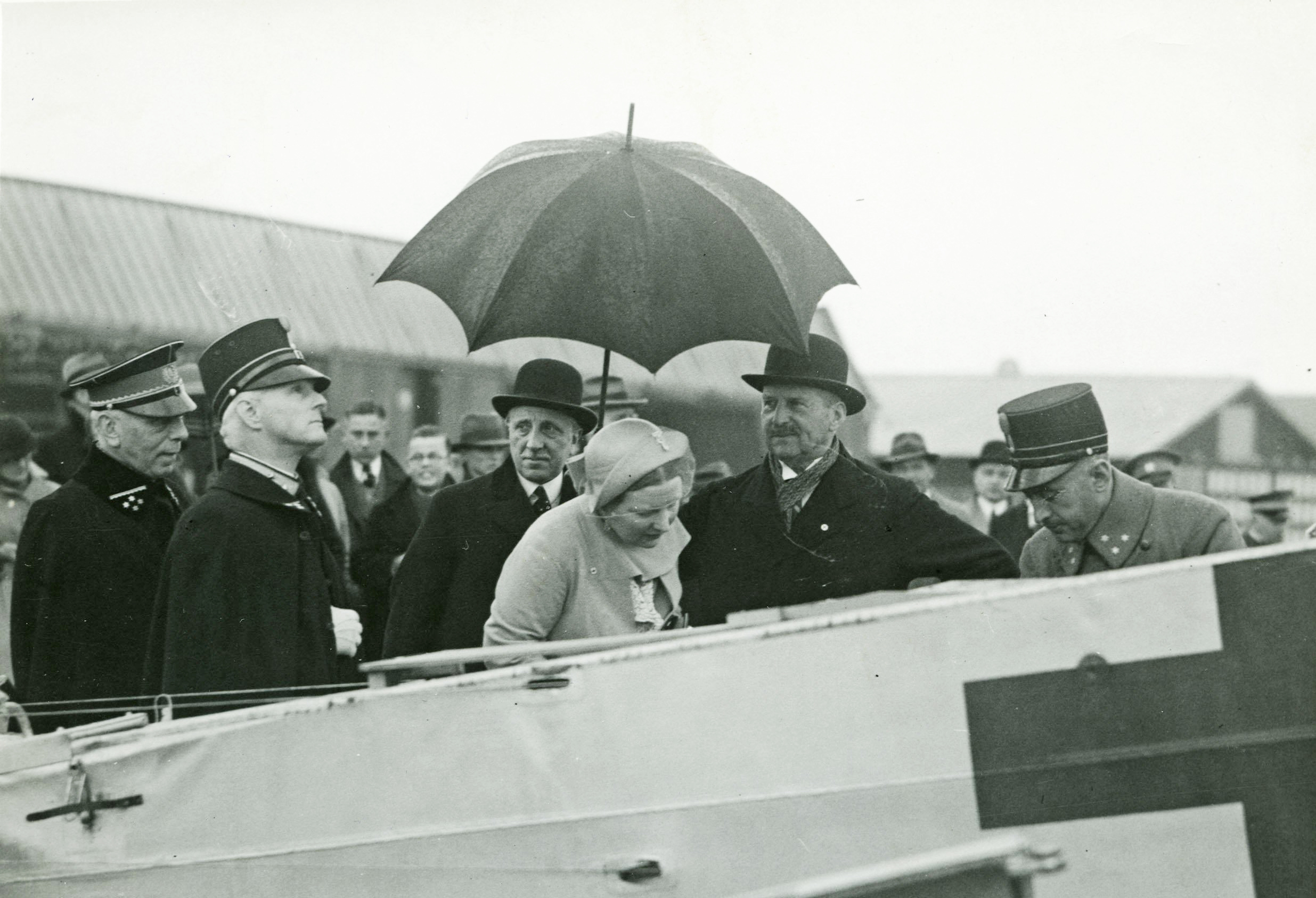
1935: Петрус Бест (другий зліва) з принцесою Юліаною на авіабазі Сустерберг

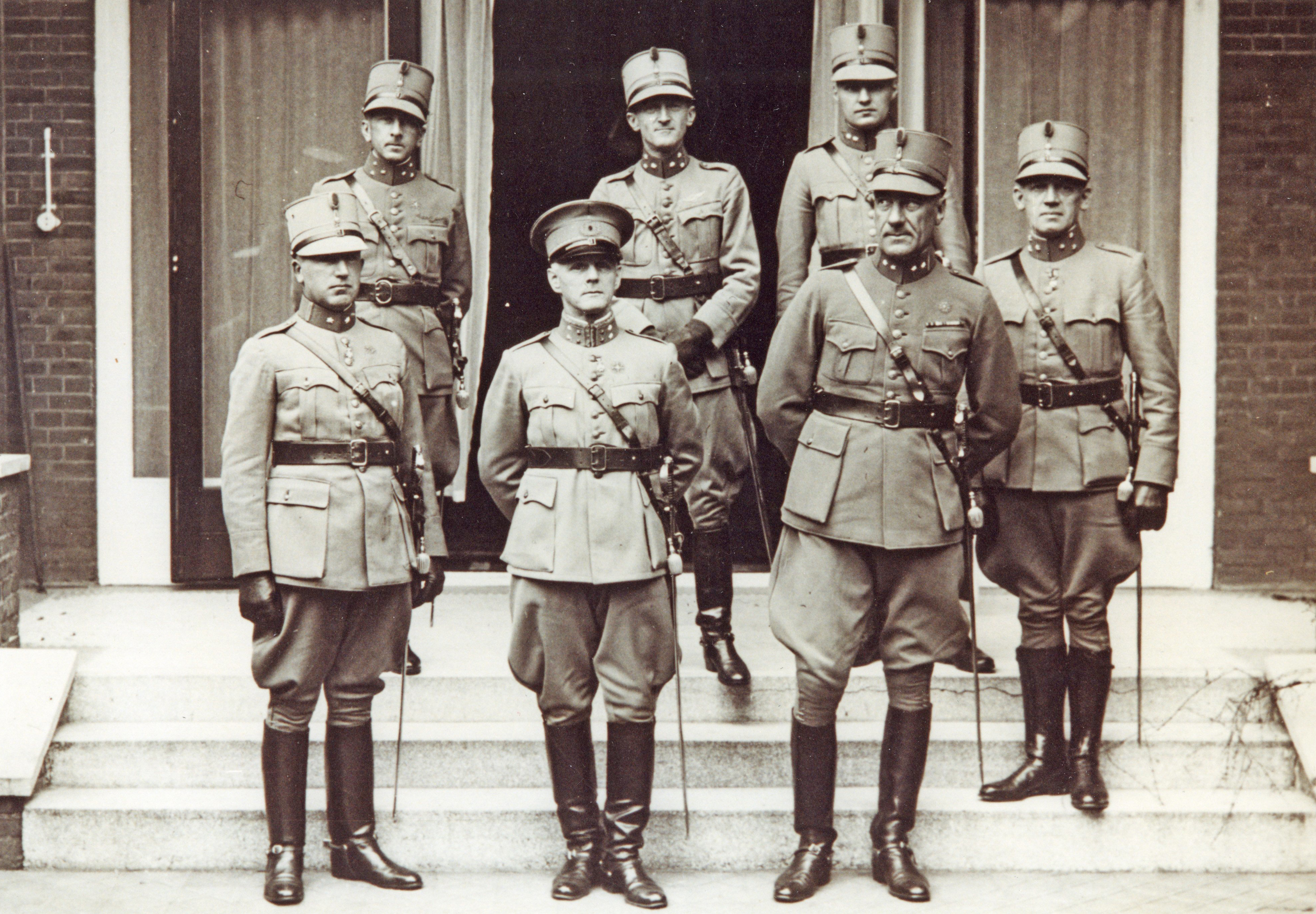
1938: Новий командувач протиповітряної оборони Петрус Бест в оточенні свого штабу

Петрус Бест був сином амстердамського художника Абрагама Беста та Анни Марії Елізабет Прінс. Його старший брат Брем Бест був відомим флейтистом. Навчався у Королівській військовій академії, після чого його призначили в званні другого лейтенанта до 2-го полку фортечної артилерії на лінії оборони Амстердама в 1902 році. У 1910 був відряджений до Вищої військової школи в Гаазі, а в 1918 переведений до Генерального штабу Військового міністерства. У жовтні 1930 року Бест отримав звання підполковника, після чого наступного місяця був призначений командувачем авіаційного департаменту Королівської армії Нідерландів. За підтримки Беста в 1935 році була створена Військова авіаційна інспекція. Він організував, щоб військові літаки більше не були зосереджені в одному місці, і покращив відбір і підготовку пілотів. Він також забезпечив модернізацію озброєння винищувачів. Після служби в званні генерал-майора на посаді командувача 4-ї дивізії з 1937 року він був призначений у листопаді 1938 року за ініціативою міністра оборони Яннеса ван Дейка першим командувачем новоствореної Повітряної армії Нідерландів. У жовтні 1939 року Петрус Бест отримав найвище військове звання — генерал-лейтенант.
Під час битви за Гаагу 10 травня 1940 року було успішно використано протиповітряні батареї, які генерал Бест розмістив у Гофстаді та навколо нього. Загалом над Нідерландами могли збити понад триста німецьких бойових літаків. Інші оборонні заходи, вжиті Бестом, також виявилися успішними. Частково через це спроба захопити уряд і королеву зненацька провалилася. Під час окупації Нідерландів Бест відмовився підписати декларацію про умовно-дострокове звільнення, в якій він повинен був пообіцяти умовно-достроковому звільненню свого офіцера утримуватися від дій проти Німецької імперії. Через це він був ув'язнений у таборі для військовополонених Шталаг поблизу Гоенштайна в тодішній Східній Пруссії, де було ув'язнено кількох нідерландських генералів, у тому числі головнокомандувача Генрі Вінкельмана. Пізніше групу старших офіцерів було переведено до Oflag VIII-E Johannisbrun поблизу Троппау в тодішніх Судетах. Восени 1941 року здоров'я Беста погіршилося до такої міри, що лікарі сказали йому, що він, ймовірно, не переживе зими. Тоді Бест все-таки підписав заяву про умовно-дострокове звільнення, після чого йому дозволили повернутися додому в жовтні того ж року.
Після звільнення Бест був частиною Комісії з притягнення до відповідальності військовополонених офіцерів. У 1945 році Бест був військовим членом Спеціального суду, який виніс смертний вирок коллабораціоністу Максу Блокзілу. Бест також був членом суду, який виніс смертний вирок у справі проти лідера РНБО Антона Муссерта. А в 1948 році він був військовим радником у Спеціальній касаційній раді, коли вона розглядала апеляцію нацистського лідера Ганса Альбіна Раутера. У підсумку 12 січня 1949 року смертний вирок було підтверджено.